# Chosrow I Anoszirwan
Chosrow (Chosroes) I Anoszirwan, również Chozroes I (pahl. O nieśmiertelnej duszy) lub Sprawiedliwy – władca Persji w latach 531-579 z dynastii sasanidzkiej, syn Kawada I, walczył z chrześcijaństwem. Jako następca tronu, dzięki podstępowi, rozgromił w 528 lub 529 roku mazdakitów i zgładził Mazdaka. 
Jako król unowocześnił system podatkowy, co pozwoliło na przeznaczenie znacznych funduszy na rozwój ekspansji terytorialnej i kultury, jednocześnie jednak zubożyło ogół społeczeństwa. Umocnił pozycję kraju pomyślnymi wojnami z Bizancjum i zdobyciem Jemenu (572). Założył w Dżundiszapurze, w prowincji Chuzestan, akademię filozoficzno-medyczną, która przyczyniła się do zachowania spuścizny starożytnej Grecji w nauce arabsko-muzułmańskiej.